# Blauer Kongocichlide
Der Blaue Kongocichlide (Nanochromis parilus) ist ein klein bleibender Buntbarsch aus dem westlichen Zentralafrika.

## Verbreitung und Lebensraum
Der Fisch kommt im Gewässersystem des Kongo in Zentralafrika und dort vor allem in der Umgebung des Pool Malebo vor. Er besiedelt strömungsarme Randbereiche mit sandigem oder schlammigem Grund. Er ernährt sich vor allem vom Insekten, deren Larven und anderen Kleinstlebewesen, die im Freiwasser erbeutet oder auch im Bodengrund gesucht werden.
Die Art ist relativ häufig vertreten und wird auf der „Roten Liste gefährdeter Arten“ der IUCN als „nicht gefährdet“ (LC) eingestuft.

## Merkmale
Wie alle Arten der Gattung ist der Blaue Kongocichlide sehr schlank bei etwas hochrückigem Querschnitt. Die Körperlänge der männlichen Tiere erreicht bis zu neun Zentimeter, die weiblichen Tiere bleiben deutlich kleiner. Die Rückenflosse ist lang angesetzt, bei den Männchen sind die Flossenstrahlen in Rücken- und Afterflosse sowie den Bauchflossen verlängert, wodurch die Flossen spitz ausgezogen wirken. Die Grundfarbe beider Geschlechter ist in der unteren Körperhälfte türkisblau und geht zum Rücken hin in Graubraun über, wobei der Bauch der Weibchen bei Laichreife intensiv rot-violett gefärbt ist. Die Rückenflosse weist am oberen Rand einen weiß-schwarzen Längsstreifen auf. Die obere Hälfte der Schwanzflosse besitzt ein Muster aus schwarz-gelben Längsstreifen, dazu können bei den Männchen in der unteren Flossenhälfte noch mehr oder weniger ausgeprägte senkrechte Reihen aus roten Punkten kommen.
Wie bei vielen Arten dieser und verwandter Gattungen ist die Färbung aber nicht eindeutig. Es kommt auch hier zur Ausprägung verschiedener Standortvarianten mit teilweise deutlichen Unterschieden in der farblichen Erscheinung.

## Fortpflanzung
Der Fisch ist wie alle Nanochromis-Arten ein monogamer Versteckbrüter. Die Eier werden in Höhlen, die während des Balzrituals von beiden Partnern gemeinsam gereinigt werden, abgelegt. Anschließend bewacht das Weibchen das Gelege und später die Larven, während das Männchen die Umgebung der Bruthöhle verteidigt. Nach dem Freischwimmen der Jungfische werden diese mehrere Wochen von beiden Partnern gemeinsam geführt.

## Aquarienhaltung
Der Blaue Kongocichlide dürfte der am häufigsten im Aquarium gehaltene Vertreter der Gattung Nanochromis sein, ist dort aber im Vergleich zu südamerikanischen und ostafrikanischen Buntbarschen dennoch selten anzutreffen. Durch die höhere Toleranz in Bezug auf pH-Wert und Härte des Wassers gestaltet sich die Pflege nicht so anspruchsvoll wie bei den anderen Arten der Gattung.